# Bonito (Pernambuco)
Bonito é um município brasileiro localizado no Estado de Pernambuco. A cidade é conhecida pelas suas cachoeiras e paisagens naturais.

## História
Originalmente, Bonito foi um distrito, subordinado a Vitória de Santo Antão (chamado na época apenas Vitória), criado pela lei provincial nº 65, de 15 de abril de 1839. Em 3 de julho de 1895, a lei estadual nº 130 desmembrou-o de Vitória e elevou-o à categoria de município.

## Geografia
Compõem o município três distritos: Bonito (sede), Alto Bonito e Bem-te-vi.